# Gollumiella
Gollumiella is een geslacht van vliesvleugeligen uit de familie Eucharitidae. De wetenschappelijke naam van dit geslacht is voor het eerst geldig gepubliceerd in 1978 door Hedqvist.

## Soorten
Het geslacht Gollumiella omvat de volgende soorten:
- Gollumiella antennata (Gahan, 1940)
- Gollumiella buffingtoni Heraty, 2004
- Gollumiella darlingi Heraty, 2004
- Gollumiella guineensis Heraty, 1992
- Gollumiella infuscata Heraty, 1992
- Gollumiella longipetiolata Hedqvist, 1978
- Gollumiella minuta (Boucek, 1988)
- Gollumiella neopetiolata Heraty, 1992
- Gollumiella ochreata Heraty, 2004